# Spitlight

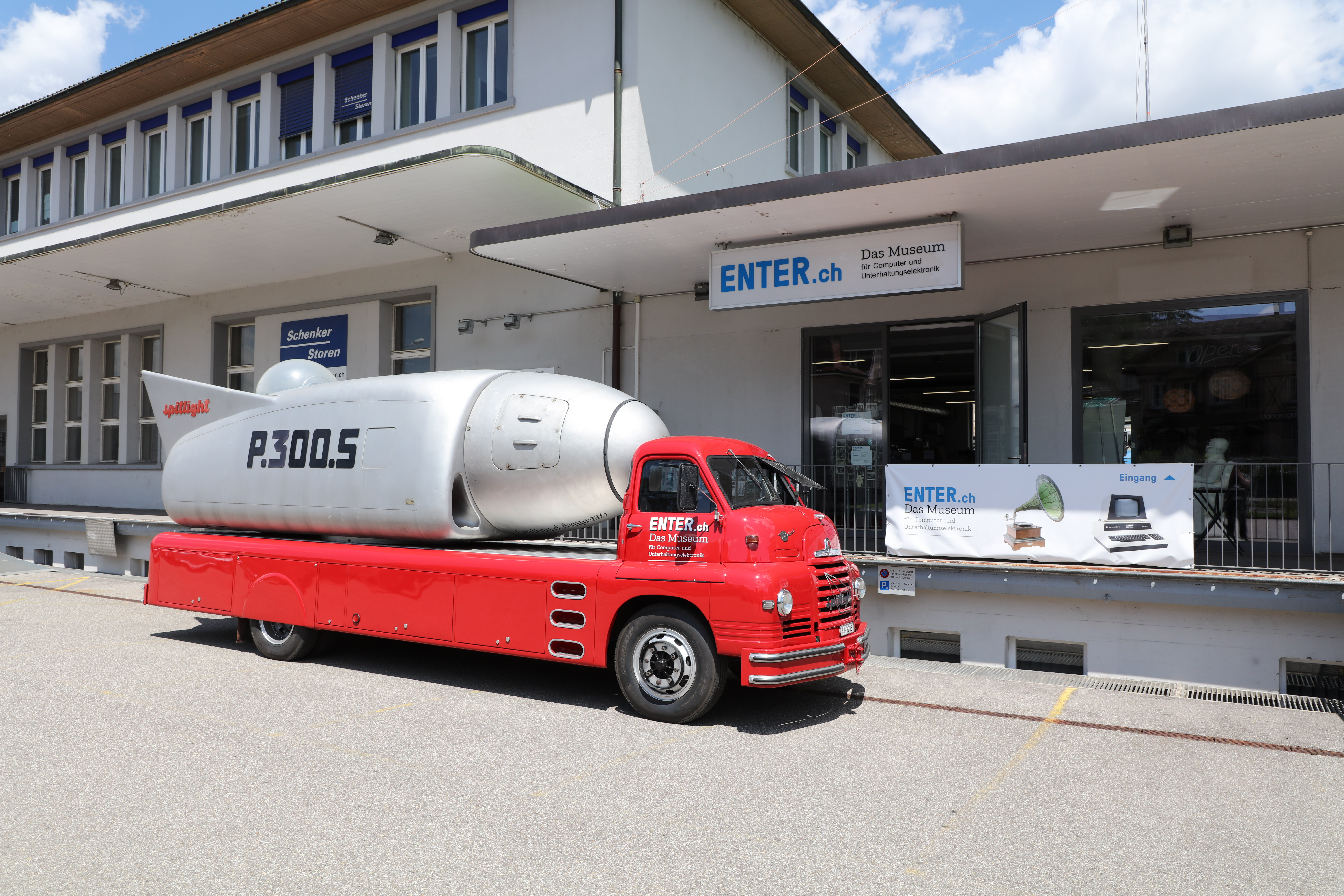
Der Spitlight vor dem Museum Enter in Solothurn (Juli 2021)

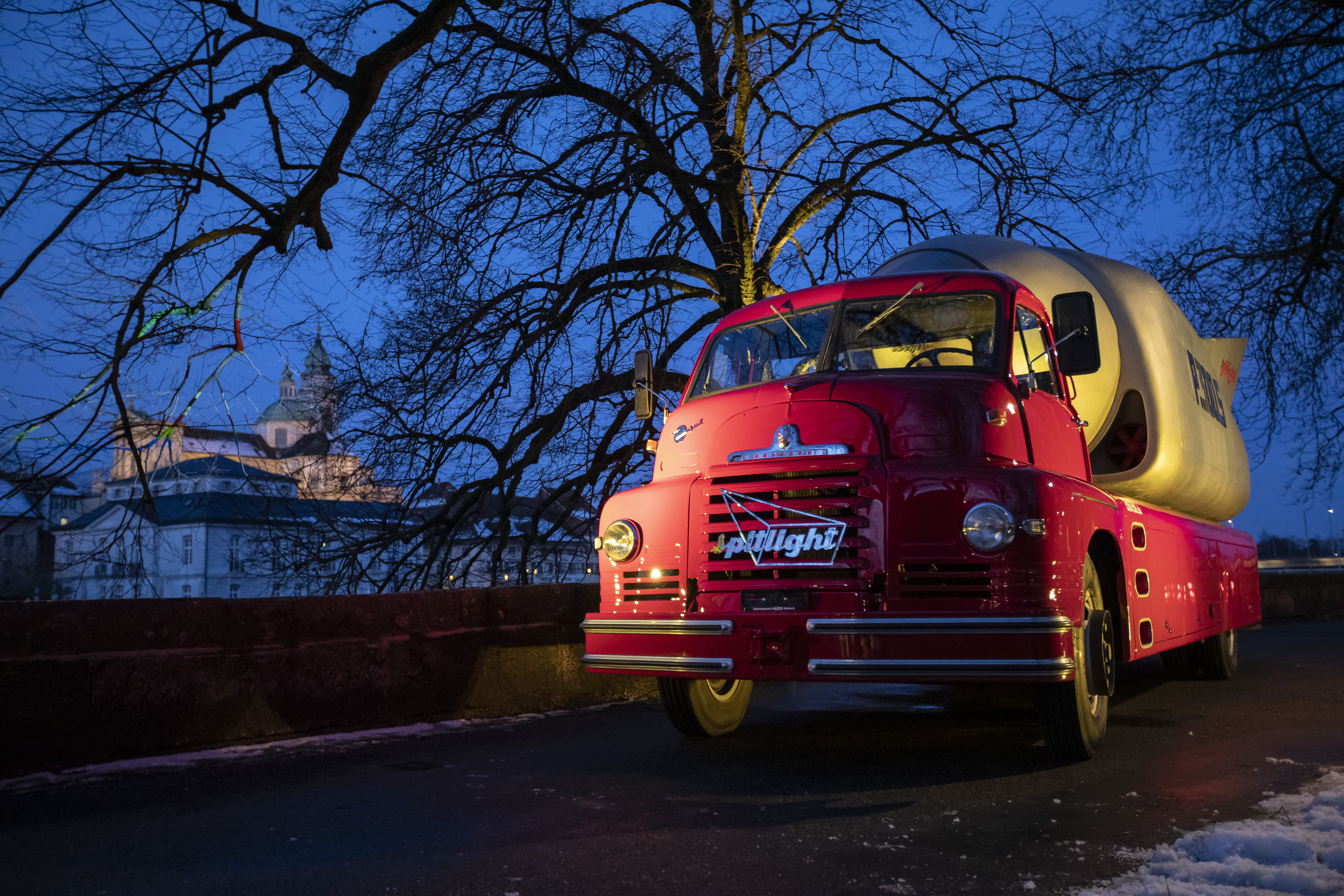
Der renovierte Spitlight bei seiner ersten Präsentation an den Solothurner Filmtagen im Januar 2021

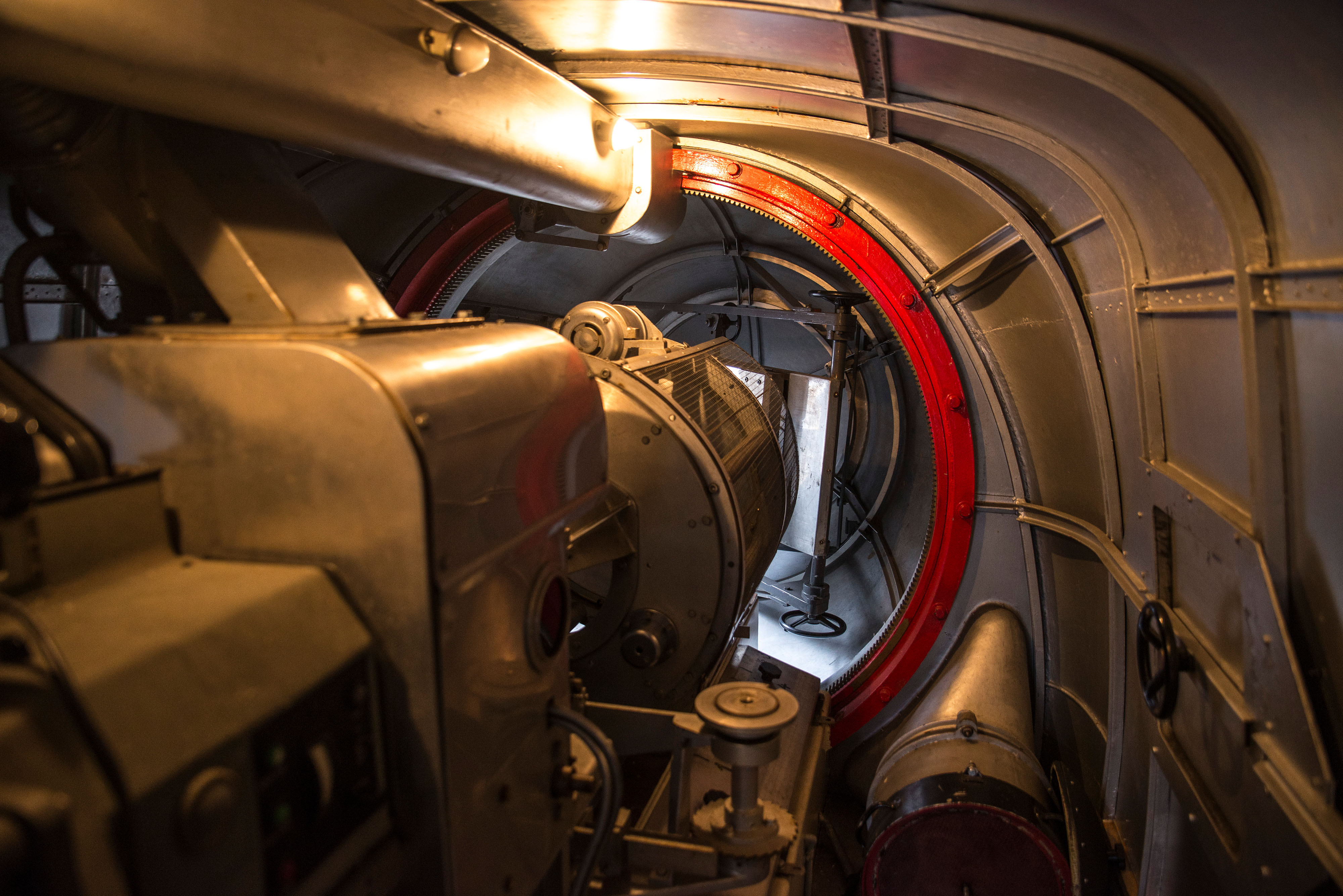
Innenansicht: Der Innenraum wird ausgefüllt durch die Kohlenbogen-Lampe und die Optik und bietet Platz für 3–4 Personen. (2019)

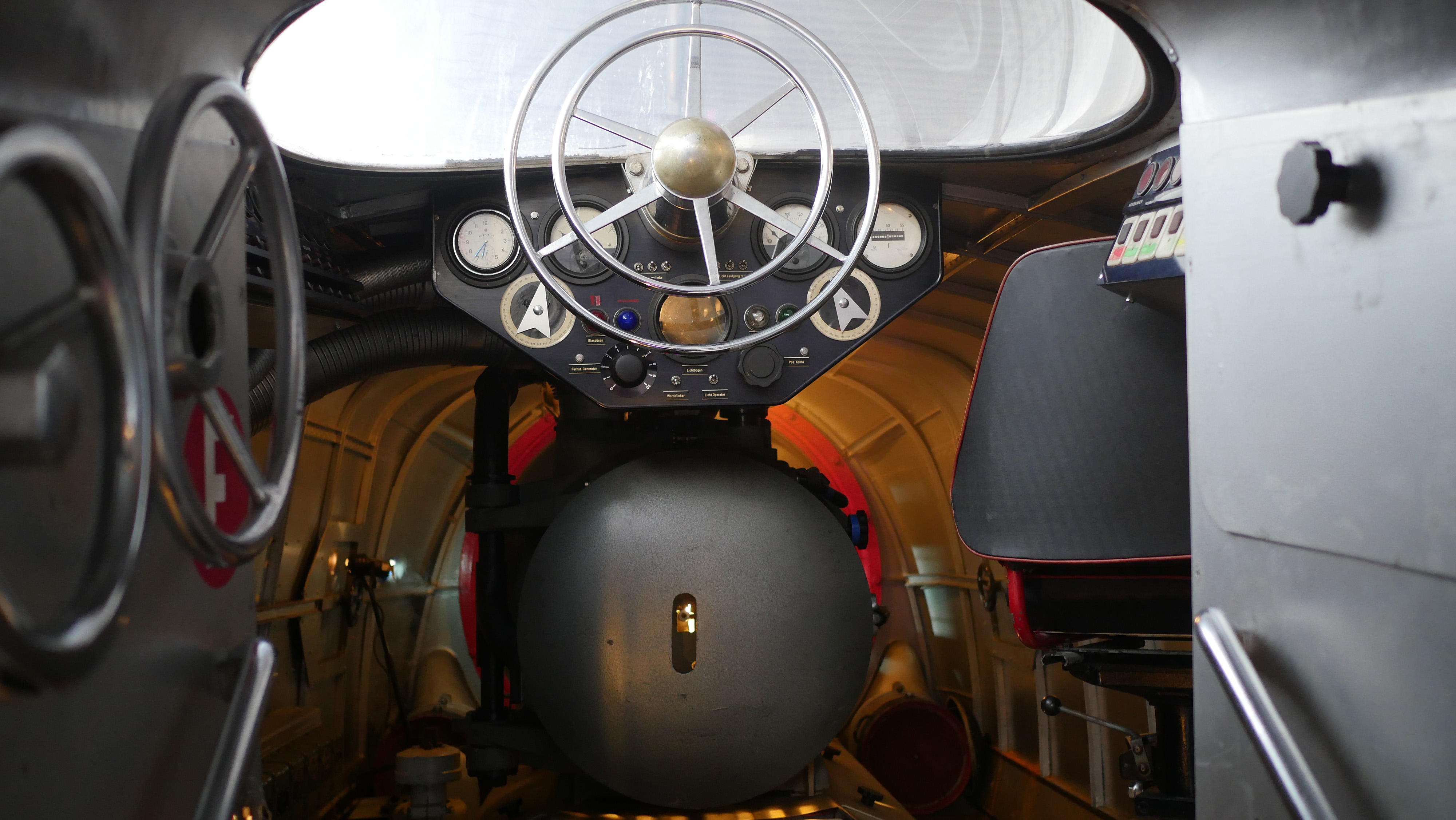
Im Cockpit des Spitlights. Von hier aus lassen sich die Aktionen des Projektors steuern. (2019)

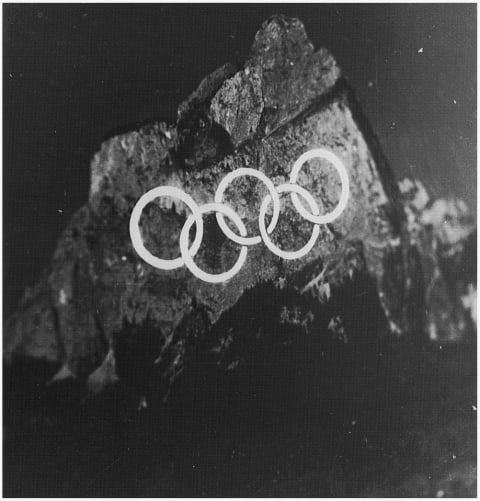
Höhepunkt in der Geschichte des Spitlight: Projektion bei den Olympischen Winterspielen in Cortina d’Ampezzo 1956.

Spitlight ("P.300.S"), gelegentlich auch Andreoli-Spitlight genannt, ist ein Outdoor-Projektor, der vom Schweizer Ingenieur Gianni Andreoli (1919–1971) in den Jahren 1955/56 gebaut wurde und an den Olympischen Winterspielen 1956 zum ersten Mal eingesetzt wurde. 1985 wurde er als grösster Projektor der Welt im Guinness-Buch der Rekorde eingetragen. Der Projektor stand bis Ende Mai 2023 im Museum Enter in Solothurn. 2020 wurde die erste Phase der Restauration abgeschlossen. Seit Dezember 2023 ist er am neuen Standort in Derendingen, Kanton Solothurn, Schweiz zu sehen.

## Funktionsweise
Im Innern verband sich aufwändige Starkstrom-Technik. Herzstück war eine starke Kohlebogenlampe. Sie erzeugte eine Lichtstärke von 375‘000 Lumen. Es handelt sich um eine so genannte Super-Ventarc-Lampe, die von der Schweizer Firma Dr. Edgar Gretener AG entwickelt und hergestellt wurde, unter anderem für den Einsatz im TV-Projektionssystem Eidophor. Eine Projektion von normalen Diapositiven aus Kunststoff oder Glas ist wegen der hohen Wärmeleistung des absorbierten Lichts undenkbar. Verwendet wurden gefräste Metallschablonen, sogenannte Gobos. Damit konnten einfache Grafiken für jeweils 40 Sekunden über eine Distanz von bis zu sechs Kilometern etwa auf Felswände oder Wolken projiziert werden. Die Seitenlänge des Bildes betrug dann einen Kilometer. Zwei Trommelmagazine für je 30 Metallschablonen ermöglichten den Bildwechsel. Damit konnten einfache Animationseffekte wie etwa ein Countdown erzielt werden. Die Kohlestäbe der Lampe mussten alle 15 Minuten gewechselt werden. Zur Bedienung war ein Team aus vier Personen notwendig.

## Geschichte
Der Schweizer Ingenieur Gianni Andreoli hatte bereits für die Weltausstellung der Photographie 1952 einen ersten grossen Projektor gebaut. In den Jahren 1955/56 baute er unter dem Namen P.300.S Spitlight eine verbesserte Version und meldete verschiedene Patente an. Im Gegensatz zum Vorgängermodell war sie mobil und wurde auf einem Bedford-Lastwagen montiert. Auf einem Anhänger wurde ein elektrischer Generator mitgeführt. Das Fahrzeug war auffällig durch sein Aussehen, denn es erinnerte an eine Rakete. Der Aufbau konnte mittels Drehgestell in alle Richtungen gedreht werden.
Der Spitlight wurde erstmals an den Olympischen Winterspielen 1956 in Cortina d’Ampezzo eingesetzt. Später kam er für andere Grossanlässe zum Einsatz. Es gelang dem Erfinder jedoch nicht, aus seinen Entwicklungen einen finanziellen Nutzen zu ziehen. Um es vor dem Zugriff von Geldgebern zu schützen, wurde das Gerät über Jahre versteckt.
Nach dem Tod des Erfinders schenkte es seine Witwe dem Technorama in Winterthur. Dies war ursprünglich als Technikmuseum konzipiert, wandelte sich aber in ein Science Center, das keinen Bedarf mehr für das Gerät hatte. Ein privater Verein um den Winterthurer Techniker Mark Ofner übernahm das Gerät. Mark Ofner führte mit dem Spitlight eine Reihe von Veranstaltungen durch. Er übergab den Spitlight 2019 dem Museum Enter für Computer und Unterhaltungselektronik in Solothurn, das zunächst nur den Bedford-LKW restaurierte. Das Projektionssystem blieb unverändert. Seinen ersten Auftritt hatte der renovierte Spitlight bei der Eröffnung der 56. Solothurner Filmtage am 20. Januar 2021. Er ist eines der zentralen Objekte im neuen Museum Enter, das am 1. Dezember 2023 in Derendingen eröffnet wurde.